# Café Dindurra

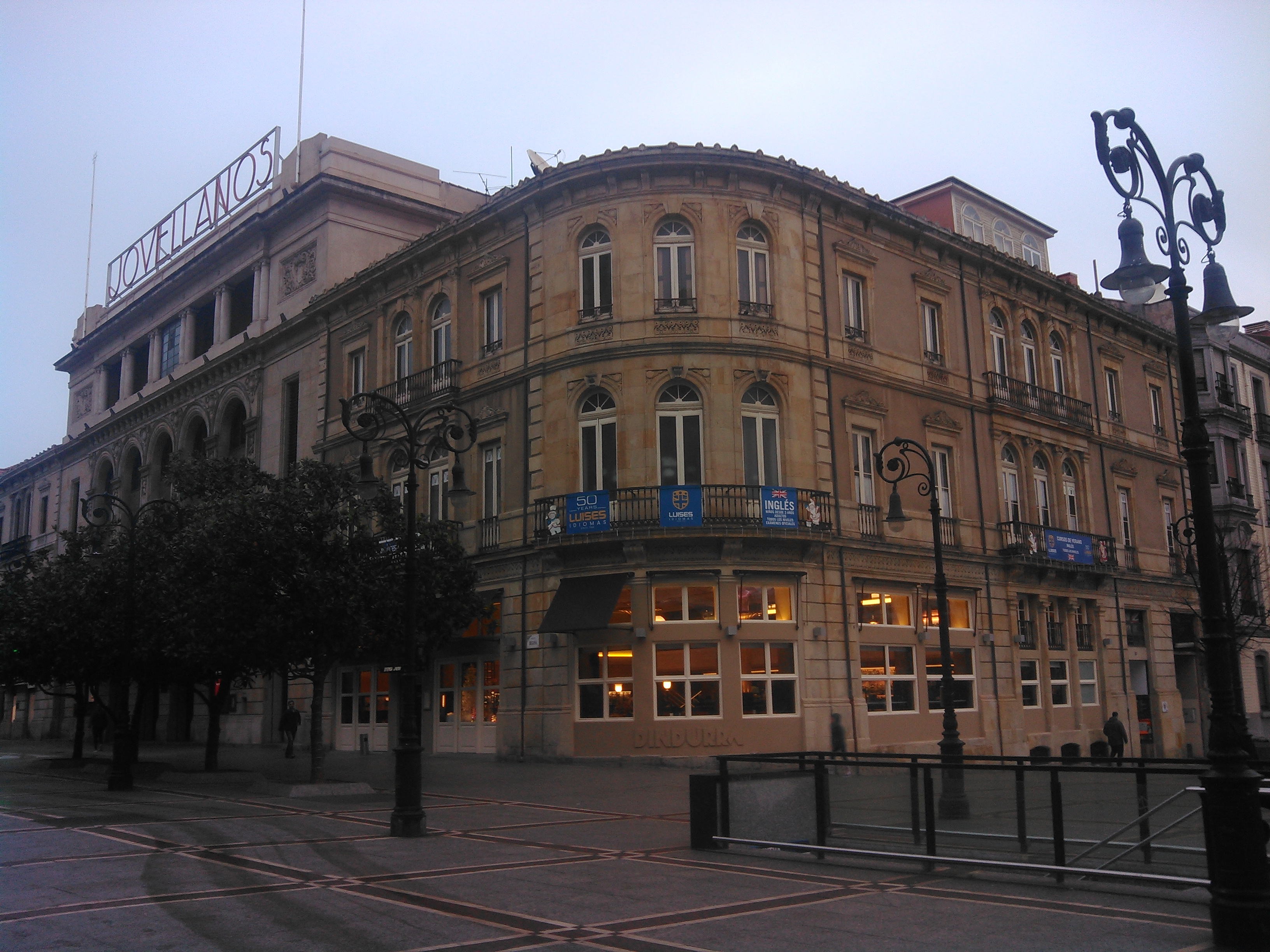
Café Dindurra en el Paseo de Begoña, en Gijón.

El Café Dindurra es el café más antiguo de Gijón (Asturias) y uno de los más populares, remontándose su origen al año 1901. Se ubica de forma contigua al Teatro Jovellanos, del que fue su ambigú, y que originalmente se denominada "Teatro Dindurra", ya que ambos establecimientos fueron fundados por Manuel Sánchez Dindurra.
Ocupa el bajo de un edificio de 1899 proyectado por el arquitecto Mariano Marín Magallón, situado en el paseo de Begoña y que hace esquina con la calle Covadonga. Destacan las columnas y techos de estilo Art déco diseñados por el arquitecto Manuel del Busto en una reforma llevada a cabo hacia las décadas de 1930/1940. El suelo es un mosaico hidráulico.